# NGC 40
NGC 40, встречается английское название Bow-Tie Nebula (букв. Туманность Галстук-бабочка) — планетарная туманность в созвездии Цефея. Открыта Уильямом Гершелем в 1788 году. Описание Дрейера: «тусклый, очень маленький объект круглой формы, сильно более яркий в середине, к юго-западу расположена звезда 12-й величины».
Туманность расположена в 3500 световых годах от Земли и имеет диаметр в 1,2 светового года. Сейчас температура внешних частей туманности составляет 11 тысяч K, а температура центральной звезды HD 826 — 55 тысяч K. Через 30—40 тысяч лет внешние части рассеются и от туманности останется только находящийся в её центре белый карлик.
Одна из особенностей NGC 40 — наличие в эмиссионном спектре линий полициклических ароматических углеводородов.